# Burg Wustrow

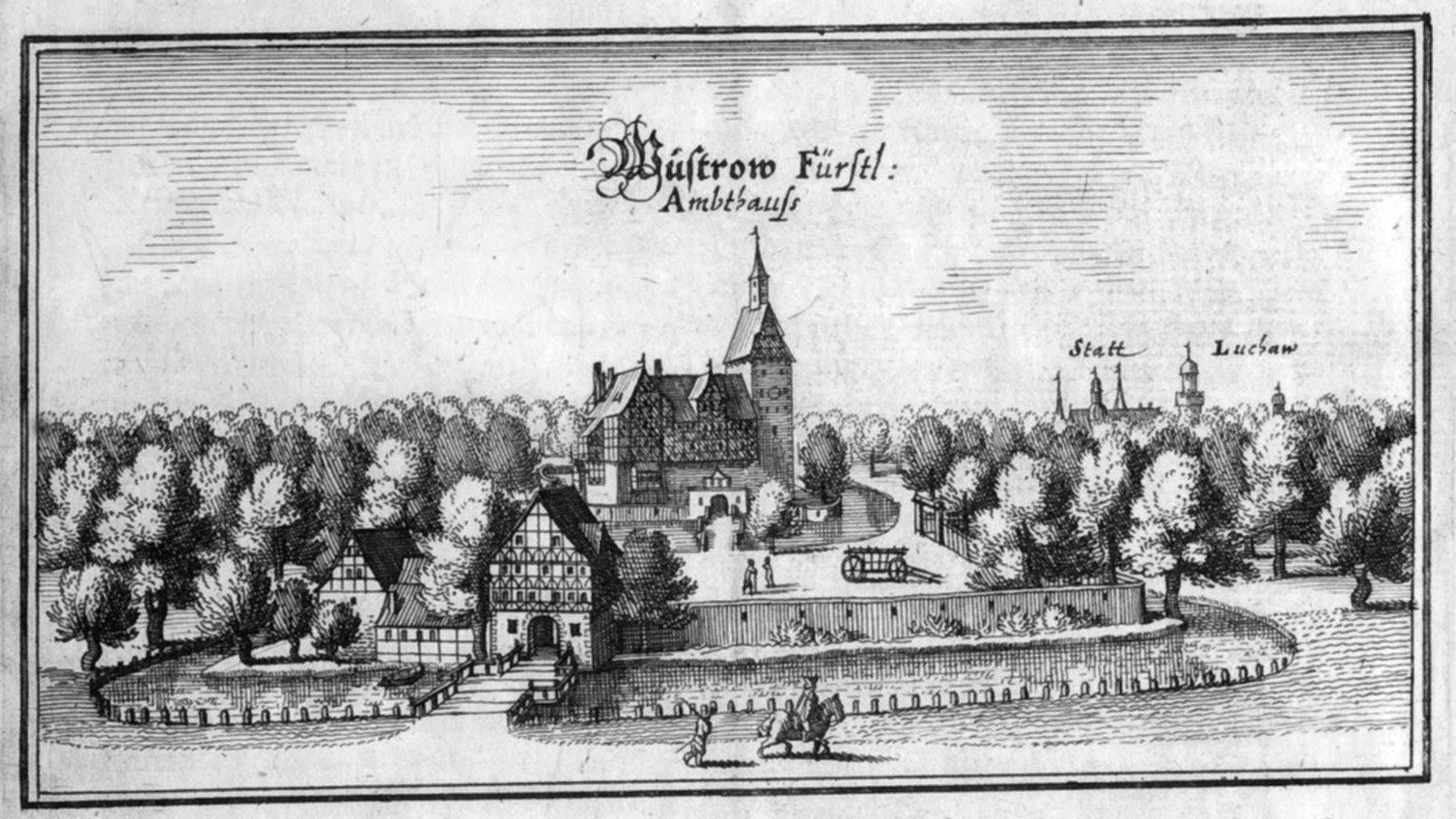
Die Burg Wustrow im Stich von Merian 1654

Die Burg Wustrow ist eine abgegangene mittelalterliche Burg der Herren von Wustrow in der Gemeinde Wustrow im niedersächsischen Landkreis Lüchow-Dannenberg.

## Geschichte
Ein Geschlecht der Herren von Wustrow erscheint seit 1217 in den Quellen. Deren Burg wird erstmals 1334 urkundlich erwähnt, als die Brüder Gerhard und Iwan von Wustrow den Herzögen Otto und Wilhelm von Braunschweig-Lüneburg gelobten, ihnen ihre Burg offen zu halten und mit Ausnahme einiger nötiger Bauten nicht weiter zu befestigen. Zudem räumten sie den Herzögen ein Vorkaufsrecht ein. Das Öffnungsrecht wurde von den Herren von Wustrow nochmals 1360 bekräftigt. 1388 wurden in einem Vertrag eine Vorburg und Vorwerke erwähnt. 1394 erscheint der Geistliche einer Schlosskapelle in einer Urkunde. Nach dem Erlöschen der Familie 1615 kam die Burg an die Familie von Münchhausen. Kurz darauf erwarb Herzog Christian der Ältere von Braunschweig-Lüneburg die Burg, um sie der in Dannenberg residierenden Nebenlinie der Welfen als Vergütung für ihren Anteil am Fürstentum Grubenhagen zu überlassen. 1671 wurde sie an das Fürstentum Lüneburg abgetreten. Die Burg wurde zum Sitz eines Amtes, das 1859 im Amt Lüchow aufging.

## Baugeschichte
Die mittelalterliche und frühneuzeitliche Baugeschichte ist unbekannt. Im Stich von Matthäus Merian aus dem Jahr 1654 ist das Amtshaus dargestellt, das damals noch die vorausgegangene Burg gut erkennen ließ. Die Anlage war von zwei Wassergräben umgeben, zwischen denen Wirtschaftsgebäude lagen. Die Brücke über den äußeren Graben endete in einem Torhaus mit Bruchsteinsockel und Fachwerkoberbau. Die Hauptburg im inneren Wassergraben bestand aus einem rechteckigen Gebäudekomplex aus Fachwerk, der ebenfalls auf einem Bruchsteinsockel aufsaß. Durch den Südflügel führte eine Durchfahrt. Den Ostflügel bildete ein hoher rechteckiger Turm mit Fachwerkaufsatz, Satteldach und Dachreiter. Die Vorburg ist auf dem Stich noch teilweise von einer Plankenbefestigung geschützt. Um die Hauptburg verlief ebenfalls streckenweise eine Plankenbefestigung, es sind aber auch die Reste einer Ringmauer mit Eckrondellen zu erkennen. Das alte Amtshaus wurde am Ende des 18. Jahrhunderts durch das heutige Gebäude, einen eingeschossigen Ziegelfachwerkbau, ersetzt.